# クルシェヴァツ
クルシェヴァツ（セルビア語: Крушевац）は、セルビア中央部ラシナ郡の都市、それを中心とした基礎自治体である。2002年の国勢調査による人口は基礎自治体全体で133,732人、市街では75,256人で、ラシナ郡の行政的な中心地（郡都）でもある。基礎自治体はクルシェヴァツを含め101の地区で構成されている。

## 歴史
クルシェヴァツは1371年、セルビア公ラザル・フレベリャノヴィチの公国の首都として成立し、1387年に初めて地名が言及されている。ラザルは1389年、コソボの戦いでオスマン帝国に抵抗するため兵を集めている。クルシェヴァツで有名な教会であるラザリツァ（Lazarica）は1376年にラザルの息子であるステファン・ラザル・フレベリャノヴィチ（Stefan Lazar Hrebeljanović）が誕生した後に建てられた。1393年に息子は公に指名されている。1427年からはオスマン帝国に支配されるようになり、トルコ名であるアラジャ・ヒサール（トルコ語:Alacahisar、セルビア語:Aladža Hisar）の名が与えられた。その後、オスマン帝国の支配は1688年から1690年と1717年から1739年のオーストリア支配時を除いてセルビア公国が成立する1833年まで続き名目上の支配は1867年まで続いた。
20世紀に入るとオスマン支配時の遺物の一部は取り払われている。第一次世界大戦後はオーストリア＝ハンガリー帝国やブルガリアとの戦い後、1918年9月11日に解放された。1941年4月6日にはナチス・ドイツがユーゴスラビアに侵攻し、ドイツ国防軍により空爆が行われ、4月13日には占領されている。3年後の1944年10月14日にパルチザンにより解放される。

## 姉妹都市
- ピストイア、イタリア (1966)
- トロギル、クロアチア (1972)
- トラヴニク、ボスニア・ヘルツェゴビナ (1972)
- ケルキラ、ギリシャ (1985)
- センテンドレ、ハンガリー (1990)
- キルヤット・ガト、イスラエル (1990)
- ルムニク・ヴルチャ、ルーマニア (2003)

### 協力関係都市
- ヴォルゴグラード、ロシア (1999)
- スタラ・ザゴラ、ブルガリア (2000)
- リャザン、ロシア (2000)
- ジャレツ、スロベニア (2006)
- ビイェリナ、ボスニア・ヘルツェゴビナ (2006)

## スポーツ
- FKナプレダク・クルシェヴァツ - サッカークラブ

## 出身者
- ニコラ・ミトロヴィッチ - サッカー選手
- ミラン・ガイッチ - サッカー選手
- ブラティスラフ・プノセバッチ - サッカー選手
- サニャ・ヴチッチ - 歌手
- ミリツァ・トドロヴィッチ - 歌手

## ギャラリー

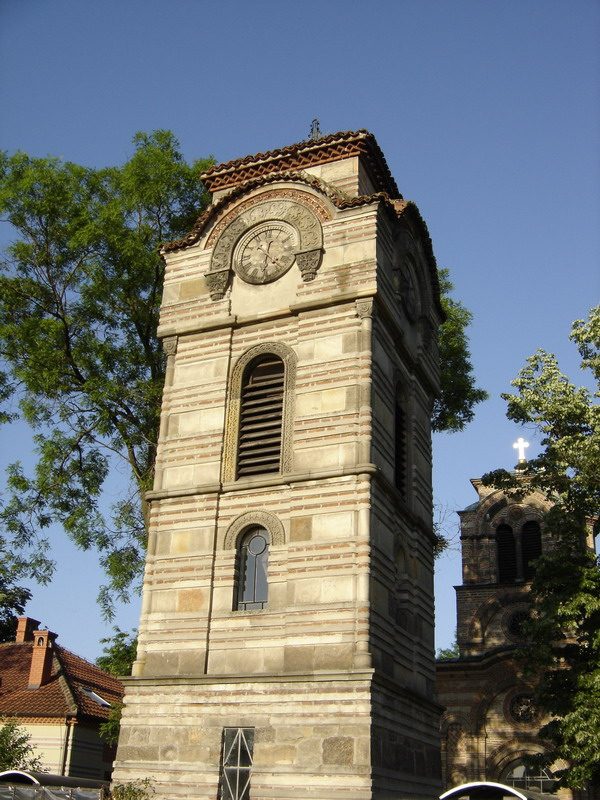
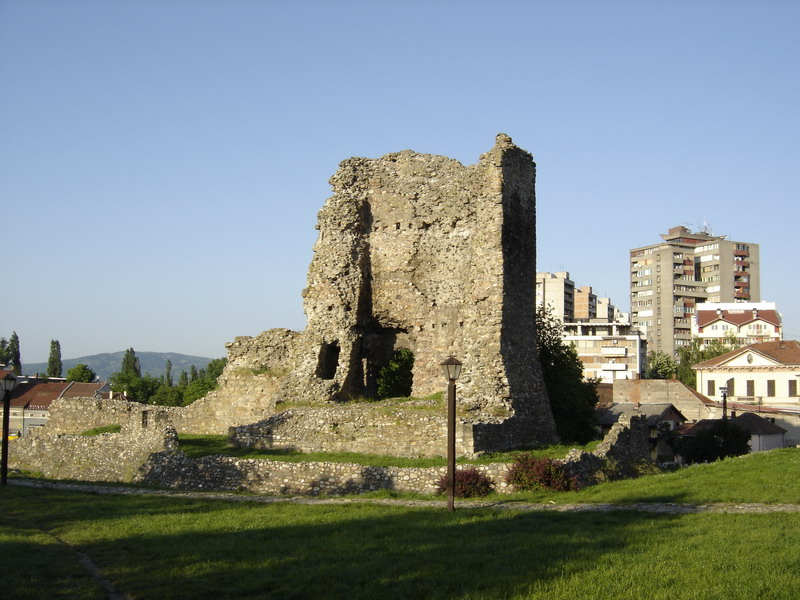
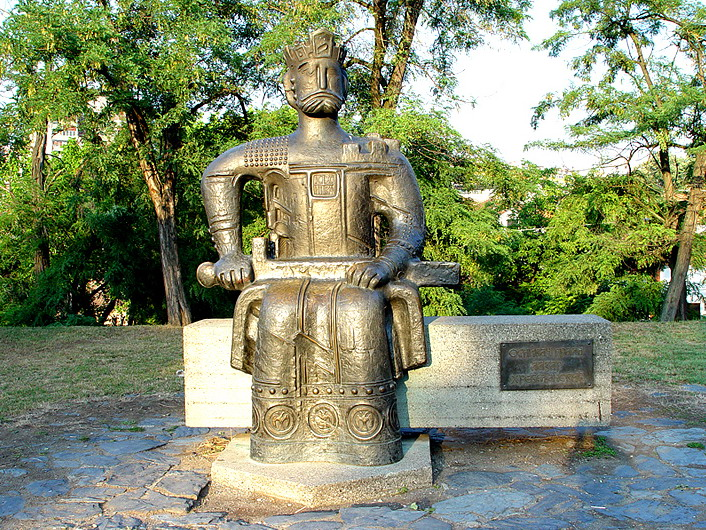
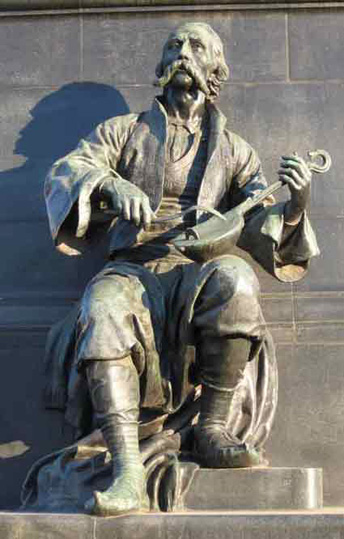